# Xiaomi Mi Max 2
Xiaomi Mi Max 2 - фаблет линейки Mi Max компании Xiaomi, второе поколение. Отличается от первого поколения увеличенной диагональю (6,44 дюйма) и размерами экрана (80 x 143 мм).
Представлен в июле 2017 года.

## Общие сведения
Цельнометаллический корпус.
Сенсорный дисплей. Матрица типа IPS. Размер пикселя - 1,25 микрометра.
Присутствует режим двойного экрана. 
Экран покрыт олеофобным покрытием.
Максимальная яркость экрана - 520 кд/м2.
При производстве камеры использован модуль Sony IMX386.
Сдвоенная вспышка основной камеры.
Доступен режим HDR.
Разрешение видео: 4К (3840x2160), 1080p 30 fps.
В процессоре использованы 8 ядер ARM Cortex-A53 по 2 ГГц.
Частота графического процессора Adreno 506 - 650 МГц
Двойной динамик.
Встроенный магнитный компас.
GPS: Глонасс, Beidou
Сеть 2G, 3G, 4G.
Смартфон поддерживает сим-карты типа Nano-SIM и Micro-SIM.
Сканер отпечатков пальцев поддерживает регистрацию до 5 пальцев.
Стекло 2.5D Gorilla Glass.
Предлагаемые оригинальные цвета: золотистый, чёрный.